# 小原一徳
小原一徳（おはら かずのり、1961年7月 - ）は日本の行政公務員。神戸市副市長。

## 来歴
兵庫県加古川市出身。関西学院大学経済学部卒業。神戸の街への憧れもあり、1984年 神戸市役所入庁。2014年4月 須磨区長。2017年4月 経済観光局長。2019年4月 保健福祉局長。2020年4月 健康局長。同年7月 行財政局長。
2021年7月 神戸市副市長。危機管理室、会計室、地域協働局、文化スポーツ局、福祉局、健康局、こども家庭局、建築住宅局、消防局、水道局、教育委員会事務局、選挙管理委員会事務局、監査事務局が所管する事務を担当。
2025年6月 任期満了により神戸市副市長退任。

## 略歴
- 1984年4月：神戸市役所入庁。
- 1992年4月：教育委員会事務局社会教育部社会教育課主査（神戸市体育協会）。
- 2001年4月：灘区福祉部地域福祉課長。
- 2003年4月：保健福祉局総務部計画調整課長。
- 2007年4月：産業振興局庶務課長。
- 2009年4月：産業振興局次長。
- 2011年4月：保健福祉局総務部長。
- 2014年4月：須磨区長。
- 2017年4月：経済観光局長。
- 2019年4月：保健福祉局長。
- 2020年4月：健康局長。
- 2020年7月：行財政局長。
- 2021年7月：神戸市副市長就任。
- 2025年6月：神戸市副市長退任。